# Verrey-sous-Salmaise
Verrey-sous-Salmaise település Franciaországban, Côte-d’Or megyében. Lakosainak száma 302 fő (2022. január 1.). Verrey-sous-Salmaise Salmaise, Turcey, Charencey, Villotte-Saint-Seine és Villy-en-Auxois községekkel határos.

## Népesség
A település népessége az elmúlt években az alábbi módon változott:
| Lakosok száma | 346  | 298  | 301  | 318  | 320  | 299  | 289  | 281  | 288  | 302  |
|               | 1968 | 1982 | 1990 | 2006 | 2013 | 2015 | 2017 | 2019 | 2020 | 2022 |